# マカッサル族
マカッサル族（Makassar）はインドネシアのスラウェシ島南部に居住する民族。オーストロネシア語族に属しており、ブギス語に近しいマカッサル語を解する。地理的にも文化的にもブギス族と類似しているため、これらを包括してブギス・マカッサル族とも称する。
王族、貴族、平民からなる階級社会制度がしかれている。14世紀ごろにマカッサル王国を興したが、1669年にブギス族が建国したボネ王国に敗北し、消滅した。